# Околозвёздный диск
Околозвёздный диск — торо- или кольцеобразное скопление газа, пыли, планетезималей или астероидов на орбите вокруг звезды.
Как правило, у молодых звёзд они являются источником материала, из которого могут образоваться планеты, у более старых — уже формирующейся системой, а у белых карликов — тем, что осталось от системы.

## Молодые звёзды
Согласно небулярной гипотезе, которая объясняет формирование и эволюцию планетных систем, протозвёзды формируются путём гравитационного коллапса вещества в молекулярных облаках. Облака изначально имеют некоторый момент импульса, который сохраняется после сжатия, из-за чего вокруг вращающейся звезды остаётся протопланетный диск, масса которого может составлять до нескольких процентов массы звезды. В дальнейшем начинают образовываться планетезимали, а затем и планеты.

## Двойные системы
Диски в двойных системах могут иметь два вида: в первом случае диском обладает только одна звезда, а во втором — система. То, каким будет диск, зависит от момента импульса вещества, попадающего в систему:
- Если вещество имеет маленький момент импульса, то вещество выйдет на орбиту вокруг более массивной звезды. Это, например, происходит при аккреции вещества[3].
- Если момент импульса вещества будет больше, то оно выйдет на орбиту вокруг менее массивной звезды. То, какого момента импульса будет достаточно, зависит от соотношения масс звёзд[3].
- Для кратных орбит нужен наибольший момент импульса, и радиус такой орбиты должен быть значительно больше расстояния между звёздами в системе. Предельная масса для такого диска — 0,005 M☉, при большей массе вещество этого диска будет попадать на орбиты звёзд по отдельности. Такой диск имеется в системе GG Тельца[3][4][5].

В любом случае у дисков в такой системе могут образовываться волны плотности из-за притяжения от второго компонента системы.
Плоскость диска с кратной орбитой может отличаться от плоскости орбит звёзд. Исследования ALMA показали, что в тесных двойных системах, как правило, эти плоскости совпадают, а для двойных с периодом больше месяца они часто различны. В случае, когда отношение масс звёзд в системе близко к единице, такой диск разделяется на два не связанных друг с другом прецессирующих диска.

## Типы дисков
- Остаточные диски состоят в основном из планетезималей и пыли. Газа в них немного, и образовался он в основном результате столкновений планетезималей, так как изначальные запасы газа уже аккрецировали на планеты[7].
- Межпланетные пылевые облака — вещество, образованное в результате столкновений астероидов и испарения комет. В Солнечной системе наблюдаются с Земли как зодиакальный свет.

## Околозвёздные диски в Солнечной системе
- Пояс астероидов;
- Пояс Койпера;
- Рассеянный диск;
- Облако Хиллса, внутренняя часть облака Оорта;